# Premedicina
Pre-medical (Premedicina) usualmente abreviado en pre-med es un término que se utiliza en los EE. UU. para describir una opción que sigue un estudiante no universitario antes de convertirse en un estudiante de medicina. Se refiere a las actividades que preparan a un estudiante no universitario para la escuela de medicina, tales como cursos de pre medicina, actividades de voluntariado, experiencia en clínicas, investigación, y procesos de aplicación.
En sí mismo no es una carrera, sino que se deja total libertad al alumno para configurar el programa de asignaturas, eso sí, con una serie de ellas obligatorias para el acceso a todas las escuelas de medicina.
Este grado tiene el objetivo de preparar a un estudiante para superar la «Prueba de Admisión en una Escuela de Medicina», en inglés MCAT.

## Especialización
En la mayoría de universidades y colegios, los estudiantes no tienen la opción de pre-medicina como un grado o carrera en sí misma sino que un estudiante en la opción de pre-medicina tiene permitido elegir cualquier grado, véase asignaturas, antes de acceder a la escuela de medicina en cualquier campo de estudio, mientras tengan algunas asignaturas aprobadas. Generalmente, estas asignaturas están centradas en campos científicos de biología y química, y son necesarias para que un individuo esté preparado para la «Prueba de Admisión en una Escuela de Medicina», en inglés MCAT, y así satisfaga los requisitos previos a su admisión. Por esta razón los estudiantes en pre-medicina normalmente toman la opción de seguir un grado asociado con una de esos campos; sin embargo, un gran porcentaje de los matriculados en la escuela de medicina no se gradúan en un campo científico. Un número creciente de estudiantes con un grado de humanidades han estado presentando su ingreso en los últimos años, una situación aplaudida por las escuelas de medicina. Por ejemplo, la Escuela de Medicina de Mount Sinai ha creado un programa específico para los graduados en un campo fuera de la ciencia. El programa de humanidades y medicina garantiza la admisión a los no universitarios graduados en humanidades o ciencias sociales sin el MCAT o asignaturas de ciencia.